# Північночеська АЕС
Північночеська атомна електростанція (іноді її називають Почерадською атомною електростанцією; скорочено ESEV або JESEV) була запланованою атомною електростанцією в Чехословаччині. Вона мала мати два, пізніше чотири реактори з водою під тиском ВВЕР.

## Історія та технічна інформація

### Витоки
Проект електростанції був створений як через погану екологічну ситуацію на півночі Богемії в 1970-1980-х роках, так і через скорочення споживання вугілля в цьому місці.
Для Північночеської атомної електростанції під час пошуку місця розглядалися три варіанти: Хотешов, Соколов і Почеради, розташування яких було вигідним з точки зору живлення тепломереж Луна, Жатця, Моста, Хомутова та Литвинова. Точне місце так і не було обрано, оскільки після 1989 року проект у своєму первісному вигляді припинив своє існування.
ESEV мала експлуатувати два, пізніше чотири реактори ВВЕР-1000/320 з валовою електричною потужністю 1000 МВт і тепловою потужністю 3000 МВт або ВВЕР-1500 з валовою електричною потужністю 1500 МВт і тепловою потужністю 4500 МВт. Проект ВВЕР-1500 — радянський реактор, який мав стати більш потужною заміною ВВЕР-1000, і така продуктивність була досягнута за рахунок збільшення щільності активної зони.

### Після 1989 року
Після «оксамитової революції» обговорювалося будівництво чотирьох високотемпературних реакторів на місці спочатку запланованої традиційної атомної електростанції. Кожен із цих реакторів мав мати потужність 600 МВт і служити тим же цілям, що й раніше запланована атомна електростанція. Сьогодні проект вже не входить до планів розвитку ядерної енергетики.

## Інформація про реактори
| Реактор            | Тип реактора            | Продуктивність | Продуктивність | Початок будівництва                                | Підключення до мережі                              | Введення в експлуатацію | Закриття |
| Реактор            | Тип реактора            | Нетто          | Брутто         | Початок будівництва                                | Підключення до мережі                              | Введення в експлуатацію | Закриття |
| ------------------ | ----------------------- | -------------- | -------------- | -------------------------------------------------- | -------------------------------------------------- | ----------------------- | -------- |
| Північна Богемія-1 | ВВЕР-1000 або ВВЕР-1500 | 950–1425 МВт   | 1000–1500 МВт  | Заплановане будівництво було скасовано у 1989 році | Заплановане будівництво було скасовано у 1989 році |                         |          |
| Північна Богемія-2 | ВВЕР-1000 або ВВЕР-1500 | 950–1425 МВт   | 1000–1500 МВт  | Заплановане будівництво було скасовано у 1989 році | Заплановане будівництво було скасовано у 1989 році |                         |          |
| Північна Богемія-3 | ВВЕР-1000 або ВВЕР-1500 | 950–1425 МВт   | 1000–1500 МВт  | Заплановане будівництво було скасовано у 1989 році | Заплановане будівництво було скасовано у 1989 році |                         |          |
| Північна Богемія-4 | ВВЕР-1000 або ВВЕР-1500 | 950–1425 МВт   | 1000–1500 МВт  | Заплановане будівництво було скасовано у 1989 році | Заплановане будівництво було скасовано у 1989 році |                         |          |